# Hilyotrogus luteosericeus
Hilyotrogus luteosericeus är en skalbaggsart som beskrevs av Brenske 1896. Hilyotrogus luteosericeus ingår i släktet Hilyotrogus och familjen Melolonthidae. Inga underarter finns listade i Catalogue of Life.